# カルテル (バンド)
カルテル(Cartel)とは、アメリカ合衆国ジョージア州・アトランタにて結成されたポップ・パンクバンドである。MTVの番組「Band In A Bubble」への出演を機に一気に知名度を獲得。その後、若者を中心に爆発的な人気を誇るようになった。

## 現在のメンバー
- ウィル・ピュー(Will Pugh) / ヴォーカル・ギター・ピアノ
- ジョセフ・ペッパー(Joseph Pepper) / ギター
- ニック・ハドソン(Nic Hudson) / ギター
- ジェフ・レット(Jeff Lett) / ベース
- ケヴィン・サンダース(Kevin Sanders) / ドラム

### 旧メンバー
- ライアン・ロバーツ(Ryan Roberts) / 元ベーシスト
- アンディ・リー(Andy Lee) / 元ギタリスト

## 略歴
2003年にジョージア州アトランタにて結成。その後、すぐに自主制作でミニアルバムを作成している。結果、カリフォルニアを拠点とする大手インディーズレーベルMilitia Group labelと契約を結ぶことに成功し、2005年に1stアルバム『Chroma』でデビューを飾る。同アルバムは、全米アルバムチャートにて初登場140位を記録。
その後、すぐにメジャーレーベルのEpic Recordsへ移籍し、2ndアルバム『Cartel』をリリース。このアルバムは、MTVの「Band In A Bubble」という番組で制作され、話題を呼んだ。その効果もあってか、全米アルバムチャートにて、前作を大幅に上回る、初登場20位を記録している。
2009年、レーベルをWind-up Recordsへと移し、3rdアルバム『Cycles』をリリース。

## ディスコグラフィー

### アルバム
| 発売日         | アルバムのタイトル | 販売レーベル      | 全米アルバムチャート最高位 |
| 2005年9月20日  | Chroma             | The Militia Group | 140位                      |
| 2007年8月21日  | Cartel             | Epic Records      | 20位                       |
| 2009年10月20日 | Cycles             | Wind-up Records   | 59位                       |
| 2013年4月10日  | Collider           | Twilight Records  |                            |

### シングル
- Honestly (2006)
- Say Anything(Else) (2006)
- Lose It (2007)
- No Subject(Come With Me) (2007)
- The Fortunate (2007)
- Let's Go (2009)
- The Perfect Mistake (2010)
- Faster Ride (2010)

### ミニアルバム
- The Ransom EP (2004)
- Live Dudes (2006)
- Warped Tour Session (2006)
- In Stereo (2011)

### ミュージックビデオ
- Honestly (2006)
- Say Anything(Else) (2006)
- Lose It (2007)
- No Subject(Come With Me) (2007)
- The Fortunate (2007)
- Let's Go (2009)
- The Perfect Mistake (2010)
- Uninspired (2013)

### コンピレーションアルバム
- "Wonderwall(OASIS Cover)" (Punk Goes '90s)(2006)
- "Rockin' Around The Christmas Tree" (Kevin & Bean's Super Christmas)(2008)
- "Happy X'Mas(War is Over)(John Lennon Cover)" (A Santa Causes -It's A Pop Rock Christmas-)(2012)